# Ambassade des États-Unis au Royaume-Uni
L'ambassade des États-Unis au Royaume-Uni est la représentation diplomatique des États-Unis auprès du Royaume-Uni. Elle est située à Londres, 33 Nine Elms Lane à Battersea. Son ambassadeur est, depuis 2025, Warren Stephens (en).

## Histoire
L'ambassade des États-Unis est située, de 1938 à 1960, au 1 Grosvenor Square, puis de 1960 à 2018 au 24 Grosvenor Square.
Louée par Grosvenor Estate aux États-Unis, elle est la seule ambassade américaine au monde dont le bâtiment n'est pas la propriété de l'État américain. Après la Seconde Guerre mondiale, le gouvernement américain demande à devenir propriétaire de son ambassade londonienne. La famille réplique que cette demande serait accordée si les États-Unis restituaient les 5 000 hectares de terre en Floride confisqués aux Grosvenor depuis la guerre d'indépendance américaine. Cette réponse coupa court aux négociations,. En 2008, le groupe Grosvenor initie le processus de fin du contrat de location.
Le 16 janvier 2018, l'ambassade inaugure officiellement ses nouveaux locaux, après être restée 80 ans à Grosvenor Square. L'ancien bâtiment est alors vendu pour 600 millions de livres à Qatari Diar, filiale de la Qatar Investment Authority, qui souhaite le transformer en hôtel. La nouvelle ambassade est située dans le quartier de Nine Elms, pour un coût d'environ 1 milliard de dollars,. Le nouveau bâtiment se distingue par ses infrastructures sécuritaires importantes,. 
Donald Trump a refusé d'inaugurer le nouveau bâtiment, mettant en avant le coût du projet et la responsabilité de l'administration Obama dans ce coût, même si c'est sous le mandat de Bush que la décision d'une nouvelle ambassade avait été prise.